# Hotkovo
Hotkovo (szerbül: Хотково), település Szerbiában, a Raškai körzet Novi Pazar községében.

## Népesség
Lakosainak száma 1948-ban 105, 1953-ban 138, 1961-ben 142, 1971-ben 171, 1981-ben 187, 
1991-ben 195, 2002-ben 193, akik  közül 191 bosnyák (98,96%), 1 szerb (0,51%) és 1 ismeretlen.